# Melanoblossia tridentata
Melanoblossia tridentata är en spindeldjursart som beskrevs av William Frederick Purcell 1903. Melanoblossia tridentata ingår i släktet Melanoblossia och familjen Melanoblossiidae. Inga underarter finns listade i Catalogue of Life.